# Върбяни (община Дебърца)
Вижте пояснителната страница за други значения на Върбяни.
Върбяни (на македонска литературна норма: Врбјани) е село в община Дебърца, Северна Македония.

## География
Селото е в Горна Дебърца, част от котловината Дебърца между Илинската планина от изток и Славей планина от запад.

## История
Църквата „Свети Георги“ е изградена и изписана в 1605 година. На три километра източно от селото е местността Църквище или Петърчани, в която има остатъци от стари гробове и стара еднокорабна средновековна църква, градена от камък и хоросан.
В XX век Върбяни е българско село в нахия Дебърца на Охридска каза на Османската империя. В „Етнография на вилаетите Адрианопол, Монастир и Салоника“, издадена в Константинопол в 1878 година и отразяваща статистиката на населението от 1873 година Върбяни (Vrbiani) е посочено като село с 60 домакинства със 172 жители българи.
Според Васил Кънчов в 90-те години Нърбяни има 50 къщи. Според статистиката му („Македония. Етнография и статистика“) от 1900 година селото е населявано от 480 жители, всички българи християни.
На Етнографската карта на Битолския вилает на Картографския институт в София от 1901 година Върбени е чисто българско село в Охридската каза на Битолския санджак със 74 къщи.
В началото на XX век цялото село е под върховенството на Българската екзархия. По данни на секретаря на екзархията Димитър Мишев („La Macédoine et sa Population Chrétienne“) в 1905 година в селото има 640 българи екзархисти и функционира българско училище.
При избухването на Балканската война 34 души от Върбяни са доброволци в Македоно-одринското опълчение. След Междусъюзническата война селото остава в Сърбия.
В 1938 година в източната част на селото е изградена църквата „Св. св. Петър и Павел“.
Според преброяването от 2002 година в селото има 58 жители – 57 македонци и 1 друг.
| Националност | Всичко |
| македонци    | 57     |
| албанци      | 0      |
| турци        | 0      |
| роми         | 0      |
| власи        | 0      |
| сърби        | 0      |
| бошняци      | 0      |
| други        | 1      |

## Личности
Родени във Върбяни
- Аврам Матов (1885 – ?), македоно-одрински опълченец, четата на Никола Герасимов[8]
- Анастас Ефтим, учител, арестуван през септември 1903 година, обвинен в „присъединяване към българските разбойници“, осъден на 10 години каторга, заточен в Диарбекир, амнистиран с общата амнистия от 12 април 1904 година[9]
- Арсе Петрев Христов, български революционер от ВМОРО[10]
- Арсо Симеонов (1882 – ?), македоно-одрински опълченец, 3 рота на 6 охридска дружина[11]
- Блаже Иванов Блажев (1875 – ?), български революционер от ВМОРО,[12][13]
- Гаврил Каранфил, арестуван през септември 1903 година, обвинен в „присъединяване към българските разбойници“, осъден на 5 години каторга, заточен в Диарбекир, амнистиран с общата амнистия от 12 април 1904 година[14]
- Гьоре Иванов Блажев, български революционер от ВМОРО[12]
- Гюрчин Матев Алексов, български революционер от ВМОРО[12]
- Давинче Кръстанов Николов, български революционер от ВМОРО[15]
- Данаил Йовчев Христов, български революционер от ВМОРО[10]
- Данайле Смилев Христов, български революционер от ВМОРО[10]
- Деян Ивев Христов, български революционер от ВМОРО[10]
- Деян Йовчев, македоно-одрински опълченец, Трета отделна партизанска рота, Сборна партизанска рота на МОО, носител на бронзов медал[16]
- Димко Гюрчин, арестуван през септември 1903 година, обвинен в „присъединяване към българските разбойници“, осъден на 5 години каторга, заточен в Диарбекир, амнистиран с общата амнистия от 12 април 1904 година[17]
- Димо Иванов (1890 – ?), македоно-одрински опълченец, 3 рота на 6 охридска дружина[18]
- Димо Трайков (1867 – ?), македоно-одрински опълченец, Нестроева рота на 6 охридска дружина[19]
- Здраве Йовчев (1876 – ?), македоно-одрински опълченец, Нестроева рота на 6 охридска дружина[20]
- Здраве Ставрев (Ставров, 1890 – ?), македоно-одрински опълченец, 3 рота на 6 охридска дружина[21]
- Иван Илиев (1884 – ?), македоно-одрински опълченец, 3 рота на 6 охридска дружина[22]
- Йован Блажо, арестуван през септември 1903 година, обвинен в „присъединяване към българските разбойници“, осъден на 5 години каторга, заточен в Диарбекир, амнистиран с общата амнистия от 12 април 1904 година[17]
- Йован Танас, арестуван през септември 1903 година, обвинен в „присъединяване към българските разбойници“, осъден на 5 години каторга, заточен в Диарбекир, амнистиран с общата амнистия от 12 април 1904 година[14]
- Йовче Ристо, арестуван през септември 1903 година, обвинен в „присъединяване към българските разбойници“, осъден на 5 години каторга, заточен в Диарбекир, амнистиран с общата амнистия от 12 април 1904 година[14]
- Йонче Алексов (Йончо), македоно-одрински опълченец, 21-годишен, 3 рота на 6 охридска дружина[23]
- Костадин Петров (Костандин, 1882 – ?), македоно-одрински опълченец, Нестроева рота на 6 охридска дружина[24]
- Кръсте Иванов Наумов (1882 – ?), български революционер от ВМОРО,[15] арестуван през септември 1903 година, обвинен в „присъединяване към българските разбойници“, осъден на 5 години каторга, заточен в Диарбекир, амнистиран с общата амнистия от 12 април 1904 година[17]
- Кузман капитан, български хайдутин от XVIII век
- Лазар Трайчев Божинов (1886 – ?), български революционер от ВМОРО,[12]
- Макре Павлев Николов, български революционер от ВМОРО[15]
- Максим Тренев Наумов, български революционер от ВМОРО[15]
- Миладин Митев (Митре Матев, 1859 – ?), македоно-одрински опълченец, 3 отделна партизанска рота, Нестроева рота на 6 охридска дружина, Продоволствен транспорт на МОО, носител на бронзов медал[25]
- Никола Кръстанов Наумов, български революционер от ВМОРО[15]
- Павле Иванов, македоно-одрински опълченец, 1 рота на 9 велешка дружина, носител на кръст „За храброст“ IV степен[26]
- Павле Христов (Павел, 1893 – ?), македоно-одрински опълченец, 3 рота на 6 охридска дружина[27]
- Пандели Китан, българин, православен, арестуван преди април 1904 година, обвинен в „даване на убежище на българските комитски бунтовници“, осъден от Извънредния съд на 5 години каторга, лежал в Битолския затвор, амнистиран с общата амнистия от 12 април 1904 година[28]
- Петър Иванов (1874 – ?), македоно-одрински опълченец, Нестроева рота на 6 охридска дружина[29]
- Петър Христов (1850 – ?), македоно-одрински опълченец, Нестроева рота на 6 охридска дружина[30]
- Рафаил Христов (1891 – ?), македоно-одрински опълченец, 3 рота на 6 охридска дружина[30]
- Серафим Наумов (1879 – ?), македоно-одрински опълченец, 3 рота на 6 охридска дружина, носител на орден „За храброст“ IV степен[31]
- Сандре Трайчев, български революционер от ВМОРО[32]
- Силян Христов, български революционер от ВМОРО[10]
- Симян Дуков Божинов, български революционер от ВМОРО[12]
- Софроний (Цоле) Гаврилов Карафилов (р. 1865 – ?), български революционер от ВМОРО, четник на Деян Димитров, участвал в Ърбиновската битка, както и в нападението на мюдюрницата в Издеглавие, през 40-те години живеел в Издеглавие[33]
- Спас Траянов Наумов (1880 – ?), български революционер от ВМОРО,[15][34]
- Спиро Гаврилов, български революционер, деец на ВМОРО
- Стаме Тренев (1865 – ?), македоно-одрински опълченец, Нестроева рота на 6 охридска дружина[35]
- Стеван Димов Петрев, български революционер от ВМОРО[10]
- Стефан Блажев (1881 – ?), войвода на ВМОРО, македоно-одрински опълченец
- Стефан Стефанов (1884 – ?), македоно-одрински опълченец, 4 рота на 6 охридска дружина[36]
- Стоян Велянов (1872 – ?), македоно-одрински опълченец, 3 рота на 6 охридска дружина, носител на орден „За храброст“ IV степен[37]
- Стоян Гюрчинов Стойков (Гьорчинов, Гьоргинов, 1887 – ?), български революционер от ВМОРО,[32][38]
- Стоян Димитров (1888 – ?), македоно-одрински опълченец, 4 рота на 6 охридска дружина[39]
- Стоян Донев Стоянов, български революционер от ВМОРО[32]
- Стоян Исиянов (1894 – ?), македоно-одрински опълченец, Нестроева рота на 6 охридска дружина[40]
- Стоян Шияков (1894 – ?), македоно-одрински опълченец, Нестроева рота на 6 охридска дружина[41]
- Тане Найдев (1889 – ?), македоно-одрински опълченец, 3 рота на 6 охридска дружина[42]
- Темелко Блажев, български революционер от ВМОРО[12]
- Темелко Иванов (1890 – ?), македоно-одрински опълченец, 3 рота на 6 охридска дружина[43]
- Тома Найдов (1889 – ?), македоно-одрински опълченец, 3 и Нестроева рота на 6 охридска дружина[44]
- Траян Симеонов (1879 – ?), македоно-одрински опълченец, Нестроева рота на 6 охридска дружина[45]
- Трене Кръстанов Наумов, български революционер от ВМОРО[15]
- Трендафил Петров (1886 – ?), македоно-одрински опълченец, 3 рота на 6 охридска дружина[46]
- Христо Анастасов, македоно-одрински опълченец, 29-годишен, 4 рота на 6 охридска дружина[47]
- Христо Гюрчинов, български революционер от ВМОРО, четник на Деян Димитров[48]